# Dekanat Polanów
Dekanat Polanów – jeden z 24 dekanatów diecezji koszalińsko-kołobrzeska w metropolii szczecińsko-kamieńskiej. 
W skład dekanatu wchodzą następujące parafie:
- Barcino, parafia pw. św. Anny
  - kościół filialny:
    1. Gumieniec
    2. Korzybie
- Biesowice, parafia pw. św. Andrzeja Boboli
  - kościół filialny: Płocko
- Bukowo, parafia pw. Niepokalanego Sreca NMP
  - kościół filialny:
    1. Komorowo
    2. Ratajki
    3. Sowno
- Kępice, parafia pw. MB Różańcowej
  - kościół filialny:
    1. Osowo
    2. Warcino
- Parafia Podwyższenia Krzyża Świętego w Polanowie
  - kościół filialny:
    1. Rzeczyca Wielka
    2. Wielin
- Szczeglino, parafia pw. MB Szkaplerznej
  - kościół filialny:
    1. Garbno
    2. Kościernica
    3. Nacław
- Świerzno, parafia pw. Niepokalanego Serca NMP
- Żydowo, parafia pw. Niepokalanego Poczęcia NMP[1]
  - kościół filialny:
    1. Chocimino
    2. Drzewiany
    3. Gołogóra